# SN 2009gd
SN 2009gd – supernowa typu Ic odkryta 9 czerwca 2009 roku w galaktyce NGC 5967. W momencie odkrycia miała maksymalną jasność 16,40m.